# Betula fujianensis
Betula fujianensis là một loài thực vật có hoa trong họ Betulaceae. Loài này được J.Zeng, Jian H.Li & Z.D.Chen mô tả khoa học đầu tiên năm 2008.